# Mary Livermore
Mary Ashton Rice Livermore (Boston, 19 de desembre de 1820 - Melrose, 23 de maig de 1905), més coneguda com a Mary Ashton Rice o Mary Livermore, fou una infermera, periodista, sufragista i reformista nord-americana que va veure el vot de les dones com a part integrant de la millora de molts mals i injustícies socials.
Quan va esclatar la Guerra Civil Americana, es va unir a la Comissió Sanitària dels Estats Units, amb seu a Chicago, realitzant gran quantitat de tasques de tota mena: organitzant societats auxiliars, visitant hospitals i llocs militars, contribuint amb la premsa, responent correspondència, i altres coses relacionades amb el treball realitzat per aquesta institució. Va ser una de les primeres dones que va ajudar a organitzar una gran fira en 1863, a Chicago, on es van recaptar gairebé 100.000 dòlars i va obtenir l'esborrany original de la Proclamació d'Emancipació del president Lincoln, que es va vendre per 3.000 dòlars.
Quan la guerra va acabar, va fundar un periòdic anomenat The Agitator, que després es va fusionar amb el Woman's Journal. D'aquest, va ser editora durant dos anys i col·laboradora freqüent a partir de llavors. En el circuit de conferències, va tenir una carrera notable, parlant principalment en nom del sufragi femení i els moviments de temprança, un moviment social als Estats Units del segle xix contra el consum de begudes alcohòliques. Durant molts anys, va viatjar 40.000 km anualment, parlant cinc nits cada setmana durant cinc mesos de l'any.

## Primers anys i educació
Mary Ashton Rice va néixer a Boston, Massachusetts el 19 de desembre de 1821, filla de Timothy Rice i Zebiah Vose (de soltera, Ashton) Rice. Era descendent directa d'Edmund Rice, un antic immigrant purità en la colònia de la badia de Massachusetts. Livermore procedia d'una família militar: el seu pare va lluitar en la Guerra de 1812 i la seva mare era descendent del capità Nathaniel Ashton de Londres. Destacava la seva gran intel·ligència, graduant-se de les escoles públiques de Boston als 14 anys. Degut a la l'absència d'opcions públiques d'educació secundària o universitat per a dones en aquesta època, va assistir a l'escola en un seminari exclusivament femení a Charlestown, Massachusetts, i va llegir la Bíblia completa cada any fins a l'edat de 23 anys.